# Neolophonotus kerteszi
Neolophonotus kerteszi là một loài ruồi trong họ Asilidae. Neolophonotus kerteszi được Londt miêu tả năm 1988. Loài này phân bố ở vùng nhiệt đới châu Phi.